# Shawn Schepps
Shawn C. Schepps (* 25. Juli 1961 in Los Angeles, Kalifornien) ist eine US-amerikanische Schauspielerin, Drehbuchautorin und Filmregisseurin.

## Leben
Shawn Schepps trat bereits als Kinderdarstellerin im Fernsehen, darunter in einer Folge der Fernsehserie Drei Mädchen und drei Jungen, auf. Später spielte sie in Filmen wie Terminator, Verraten und Beinahe ein Engel mit. Parallel dazu spielte sie auch in Musicals und bei Theateraufführungen mit. Sie schrieb auch Theaterstücke, ihr erstes Stück The Steven Weed Show wurde unter anderem auch in New York City gespielt. Mit der Filmkomödie Steinzeit Junior debütierte sie 1992 als Drehbuchautorin und mit der Fortsetzung Das Model aus der Vorzeit, zu der sie auch das Drehbuch schrieb und ebenfalls mitspielte, debütierte sie 1996 als Filmregisseurin.

## Filmografie (Auswahl)
Schauspiel
- 1973: Drei Mädchen und drei Jungen (The Brady Bunch, Fernsehserie, eine Folge)
- 1983: Ein Mann wie Dynamit (10 to Midnight)
- 1984: Die Zeit verrinnt, die Navy ruft (Racing with the Moon)
- 1984: Terminator (The Terminator)
- 1988: Golden Girls (The Golden Girls, Fernsehserie, eine Folge)
- 1988: Verraten (Betrayed)
- 1990: Beinahe ein Engel (Almost an Angel)
- 1992: Ein Yuppie steht im Wald (Out on a Limb)
- 1996: Das Model aus der Vorzeit (Encino Woman)
- 2005: Weeds – Kleine Deals unter Nachbarn (Weeds, Fernsehserie, fünf Folgen)

Drehbuch
- 1992: Steinzeit Junior (Encino Man)
- 1993: Schwiegersohn Junior (Son in Law)
- 1996: Das Model aus der Vorzeit (Encino Woman)
- 2002: Drumline
- 2005–2006: Weeds – Kleine Deals unter Nachbarn (Weeds, Fernsehserie, zwei Folgen)
- 2009: Drop Dead Diva (Fernsehserie, eine Folge)
- 2011: You and I

Regie
- 1996: Das Model aus der Vorzeit (Encino Woman)
- 1999: Group
- 2000: The Closet
- 2001: Lip Service